# Ignacy Potocki
Il conte Roman Ignacy Franciszek Potocki, conosciuto più semplicemente come Ignacy Potocki (iɡˈnat͡sɨ pɔˈtɔt͡skʲi) (Radzyń Podlaski, 28 febbraio 1750 – Vienna, 30 agosto 1809), è stato un filosofo polacco.

## Biografia
Figlio del conte Eustachy Potocki, apparteneva ad una famiglia della nobiltà polacca, la szlachta, ed era fratello dello scrittore Stanisław Kostka Potocki.
Educato nella tolleranza e in un ambiente illuminista, studiò con il fratello al Collegium Nobilum di Varsavia lingue, filosofia e storia. Intraprese in seguito anche il Grand Tour d'Europa, visitando la Germania e la Gran Bretagna.
In Inghilterra rimase profondamente ammirato dal sistema di monarchia costituzionale, che non permetteva al Parlamento di "straripare" nelle sue decisioni, ma non era assoluta, e ancora di più sviluppò il suo pensiero di repubblica retta da un principe ereditario visitando i Paesi Bassi, dove conobbe lo statolder Guglielmo V.
Proprio ricordando il sistema olandese si fece alfiere del pensiero riformista dell'abolizione della servitù della gleba, dell'indipendenza del commercio, della riforma agraria e soprattutto di un principio di repubblica retta da un principe coadiuvato da un parlamento democratico, come nelle signorie dell'Italia centrale durante il Rinascimento.
Mal tollerato dalla nobiltà magnatizia, pubblicò i suoi saggi economici, politici e storici, divenendo il maggiore rappresentante del pensiero illuminista politico in Polonia; tradusse anche Lo spirito delle leggi (De l'esprit des lois) di Montesquieu, che avrebbe voluto introdurre in Polonia.
Fu anche oppositore del re Stanislao II Augusto Poniatowski, che a suo parere si mostrava troppo pavido davanti ad un paese bisognoso di riforme, e membro del Partito Patriottico (Stronnictwo Patriotyczne); stilò anche parte della Costituzione del 3 maggio.
Vinta la confederazione di Targowica, fu coautore, con Hugo Kołłątaj, dell'Adozione e storia della Costituzione del 3 maggio, un saggio storico politico fatto circolare per Varsavia all'indomani dell'adozione della nuova costituzione.
Pur non partecipandovi militarmente, sostenne la rivolta di Kościuszko ed in seguito al fallimento di questa fu esiliato, ospitato nella residenza viennese del principe Michał Hieronim Radziwiłł.
Iniziato in Massoneria a Londra, fu eletto Gran Maestro delle logge riunite di Polonia e Lituania.